# Sticherus tahitensis
Sticherus tahitensis là một loài dương xỉ trong họ Gleicheniaceae. Loài này được Copel. H.St.John mô tả khoa học đầu tiên năm 1942.
Danh pháp khoa học của loài này chưa được làm sáng tỏ. 